# Массовые убийства армян в 1894—1896 годах

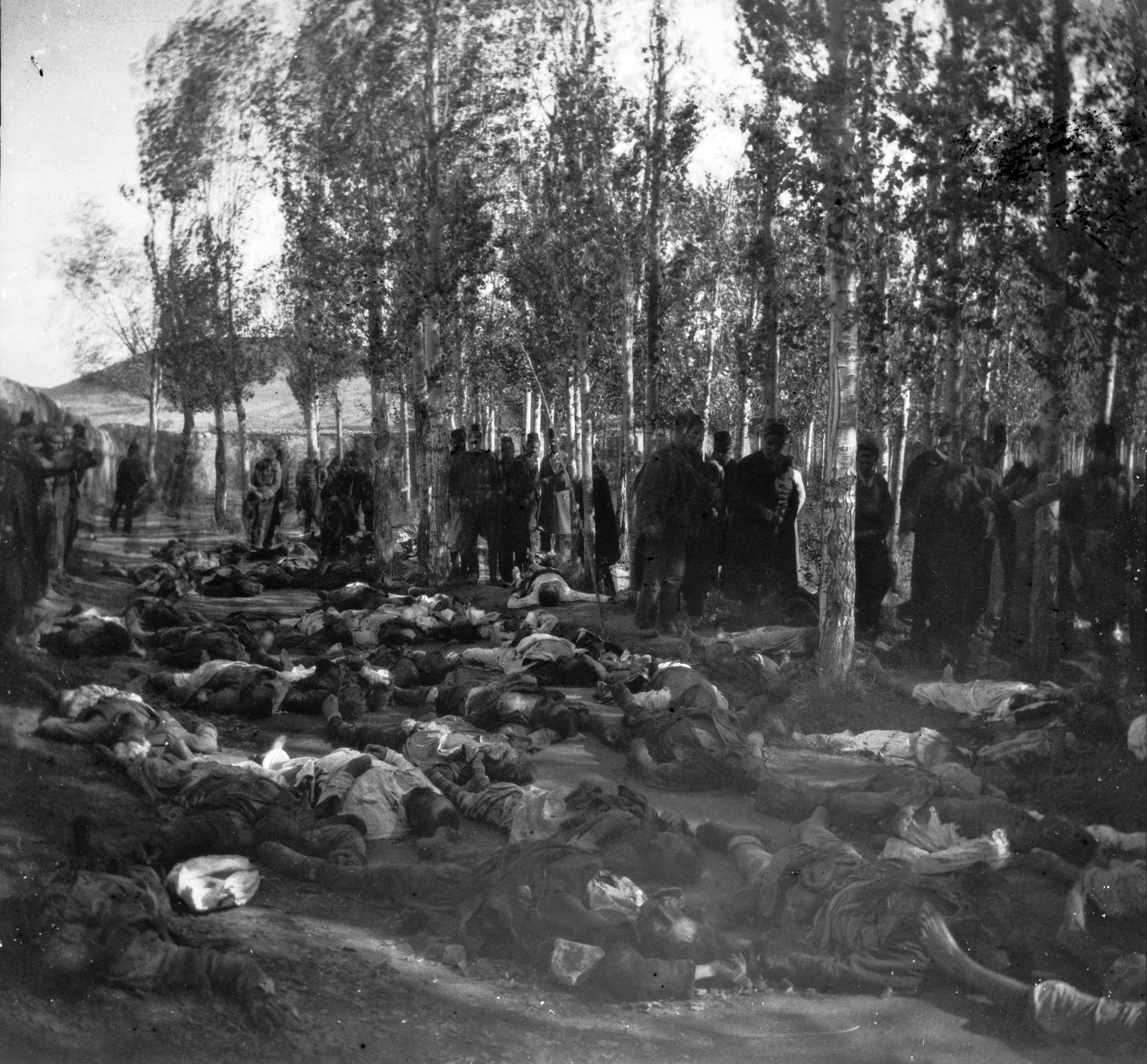
Убитые армяне. Резня в Эрзуруме, 1895 год

Массовые убийства армян в 1894—1896 годах, или Хамидийская резня (арм. Համիդյան կոտորածներ), также «гамидовская резня» (тур. Hamidiye Katliamları) — серия жестоких убийств мирного армянского населения в Османской империи в 1894—1896 годах, по разным оценкам унёсших жизни от 50 до 300 тысяч человек.
Состояли из трёх основных эпизодов: резни в Сасуне, убийств армян по всей территории империи осенью и зимой 1895 года, и резни в Константинополе и в районе Вана, поводом для которой послужили протесты местных армян. На сегодняшний день, нет комплексного исследования этих преступлений. Наиболее кровавой и наименее изученной является вторая фаза. Не вызывает сомнения, что Порта была непосредственно замешана в убийствах, однако степень участия властей в организации убийств до сих пор является предметом ожесточённых споров.

## Резня в Сасуне
В районе Сасуна курдские вожди обложили данью местное армянское население в обмен на отказ от набегов. В то же время, османское правительство потребовало погашения задолженностей по государственным налогам, которые до того прощались, учитывая доказанные факты курдских грабежей. Отказ местных курдских вождей от набегов не спасал армян от кочевых курдских племён, двигавшихся на летние пастбища. Армяне отказались пойти на двойные поборы. Обнищание и грабёж сделали их восприимчивыми к пропаганде гнчакистов, и к лету 1893 года жители деревни Талвориг начали вооружаться, чтобы противостоять курдским набегам.
В следующем году курды и османские чиновники потребовали от армян уплаты дани и налогов, однако, встретив там сопротивление и оказавшись неспособными победить их, пожаловались губернатору Битлиса Хасану Тексину, который послал на помощь курдам Четвёртый армейский корпус Османской империи под командованием Зеки-паши. Больше месяца армяне сдерживали османскую армию и курдские формирования и согласились сложить оружие только после обещанной амнистии и заверений, что их претензии будут услышаны правительством.
Несмотря на обещания османского командующего, после разоружения начались массовые убийства армян, две деревни Шеник и Семал были сожжены, а население, включая женщин, детей и священнослужителей, было подвергнуто насилию и жестоким убийствам. Оставшиеся в живых бежали в пещеры горы Андок, где были выслежены и уничтожены регулярными войсками и курдскими бандами. Было убито не менее 3000 человек. За эту операцию турецкий командир Зеки-паша получил награду из рук султана.
Попытки британских дипломатов посетить место резни были заблокированы чиновниками, утверждавшими, что в районе эпидемия холеры, однако сообщения корреспондентов и миссионеров дошли до Европы. Послы Британии, Франции и России предложили создать комиссию по расследованию, однако предложение было отклонено Портой, согласившейся только на присутствие европейских наблюдателей на слушаниях.
Слушания прошли в начале 1895 года в Муше в атмосфере запугивания, тем не менее, несколько армян согласились выступить в качестве свидетелей. Расследование пришло к выводу, что армяне участвовали в мятеже, но европейские наблюдатели не согласились с такой оценкой. Европейские державы действовали несогласованно, исходя из своих собственных интересов, но тем не менее, в мае 1895 года три посла направили султану меморандум и проект реформ, предусматривающий объединение армянских областей империи, участие европейских держав в назначении губернаторов, а также амнистию армянским политзаключённым. Реформа предусматривала правительственный контроль над перемещением курдских племён, создание стимулов для их перехода к оседлому образу жизни и разоружение курдской кавалерии хамидие в мирное время.

## Резня 1895 года

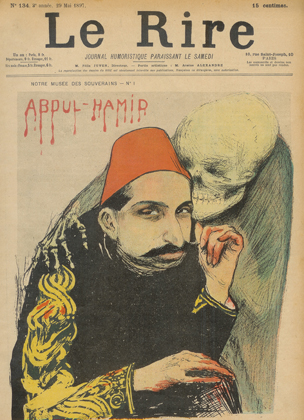
Карикатура на султана Абдул-Хамида II, «Le Rire», 1897 год

Уроженец Байбурта, армянин Киркор Манук-Абаджи Гульгульян, 29 апреля 1899 года в Симферополе (Россия) убил турецкого подданного турка Хассана, сына Батана, Милия-оглу. Дело слушалось в Симферопольском окружном суде с участием присяжных заседателей. Защищал Гульгульяна известный адвокат Карабчевский. На суде были представлены доказательства того, что 27 октября 1895 года главарь банды Хассан Милия-оглу во время погрома в Байбурте собственноручно зарезал отца и двух братьев Гульгульяна. После двух минут совещания присяжные заседатели вынесли подсудимому оправдательный приговор.

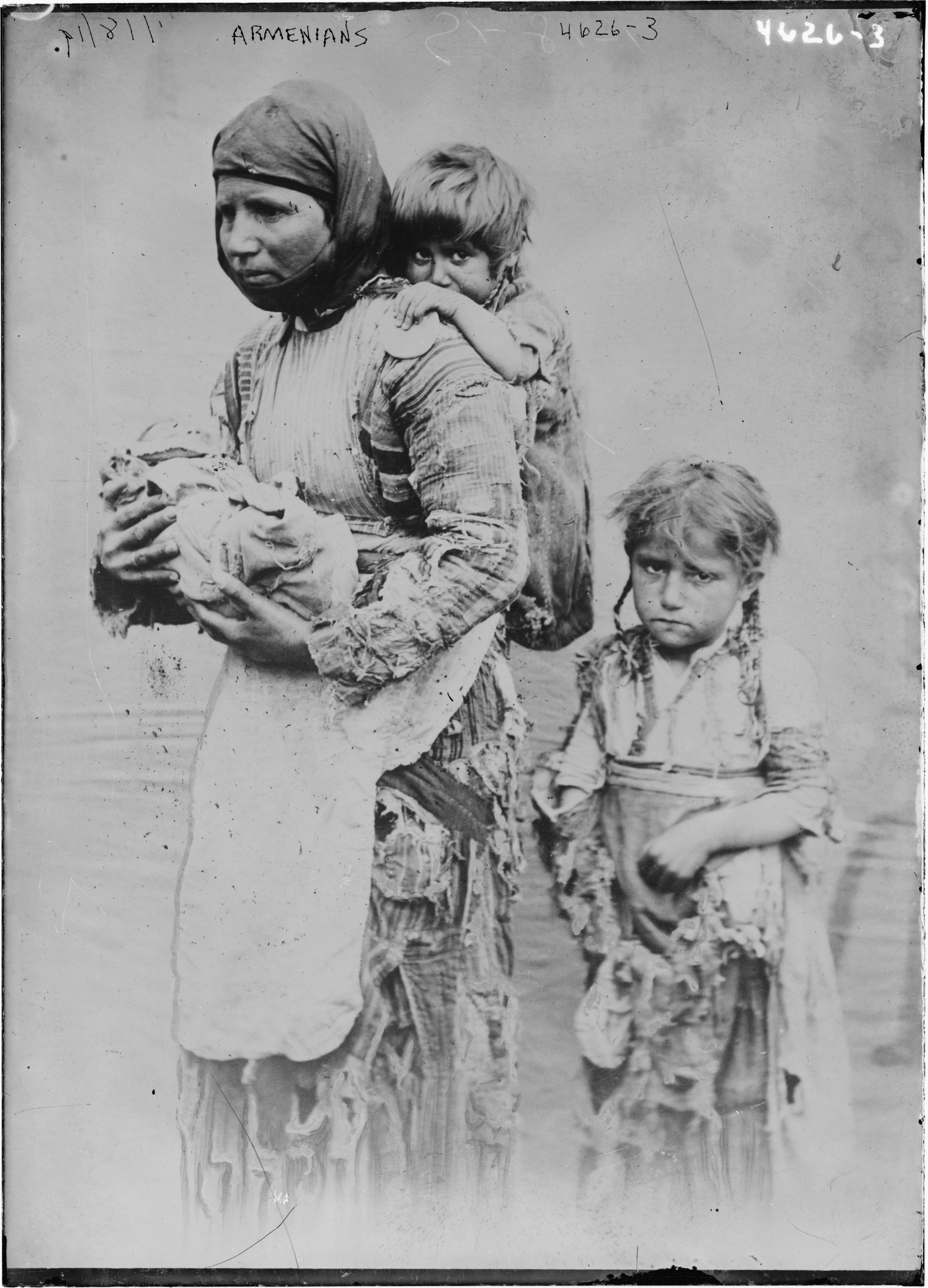
Армянская женщина и ее дети

Наряду с этим, европейские страны были особенно заинтересованы в «стабильности» османского государства, так как их основной целью было сдерживание внешней политики России в Восточной Анатолии. Они опасались союза армян с Россией как инструмента для обретения независимости Западной Армении. В связи с этим, Европейские державы стремились оказать давление на Порту для предоставления некоторых свобод армянскому населению, однако все попытки оказывались безуспешными. По мнению Ричарда Ованнисяна, именно Великобритания своей антироссийской политикой и требованиями пересмотра Сан-Стефанского договора в 1878 году, была в наибольшей степени ответственна за отсутствие результативных гарантий защиты армянского населения.
В течение лета продолжались переговоры между европейскими державами и Портой, во время которых, последняя, пыталась сначала отклонить программу реформ, а затем максимально уменьшить требования. Поскольку решений не принималось, гнчакисты в сентябре 1895 года решили провести большую демонстрацию до «Баб Али» — главных ворот Блистательной Порты — и за 48 часов поставили в известность западных послов и османское правительство, что мирный марш проводится в знак протеста против резни в Сасуне, террора против армян, политики выживания их с их исторической территории, а также с требованием проведения реформ в Восточной Анатолии, и предоставления армянским крестьянам права на ношение оружия для самообороны. 30 сентября около 2000 демонстрантов вышло на улицы с политическими требованиями, однако по дороге к «Баб Али» на пути демонстрантов встала полиция. Ожидая противодействия властей, многие демонстранты были вооружены. Против армян была выставлена толпа, поддерживаемая полицией и войсками. Когда полицейский ударил демонстранта, тот вытащил револьвер и выстрелил в полицейского. В результате начавшейся перестрелки десятки армян были убиты и сотни ранены. Полиция отлавливала армян и передавала их софтам — учащимся исламских учебных заведений Стамбула, которые забивали их до смерти. Также в убийствах армян принимали участие стамбульские евреи. Резня продолжалась до 3 октября. Европейские послы в очередной раз выразили протест бессмысленным убийствам армян, включая убийства на территории полицейских участков. Во время этой резни, 17 октября Абдул-Хамид под международным давлением принял компромиссный вариант реформ. Он был значительно более сжатым, чем предложенный европейцам первоначальный проект, однако и это давало армянам надежду (речь шла о шести восточных провинциях — Эрзерум, Ван, Битлис, Диярбакир, Харпут и Сивас). Принимая официально этот проект, Абдул-Хамид на деле готовил ответ, который должен был преподать урок армянам и европейцам, — резню 1895—1896 годов.

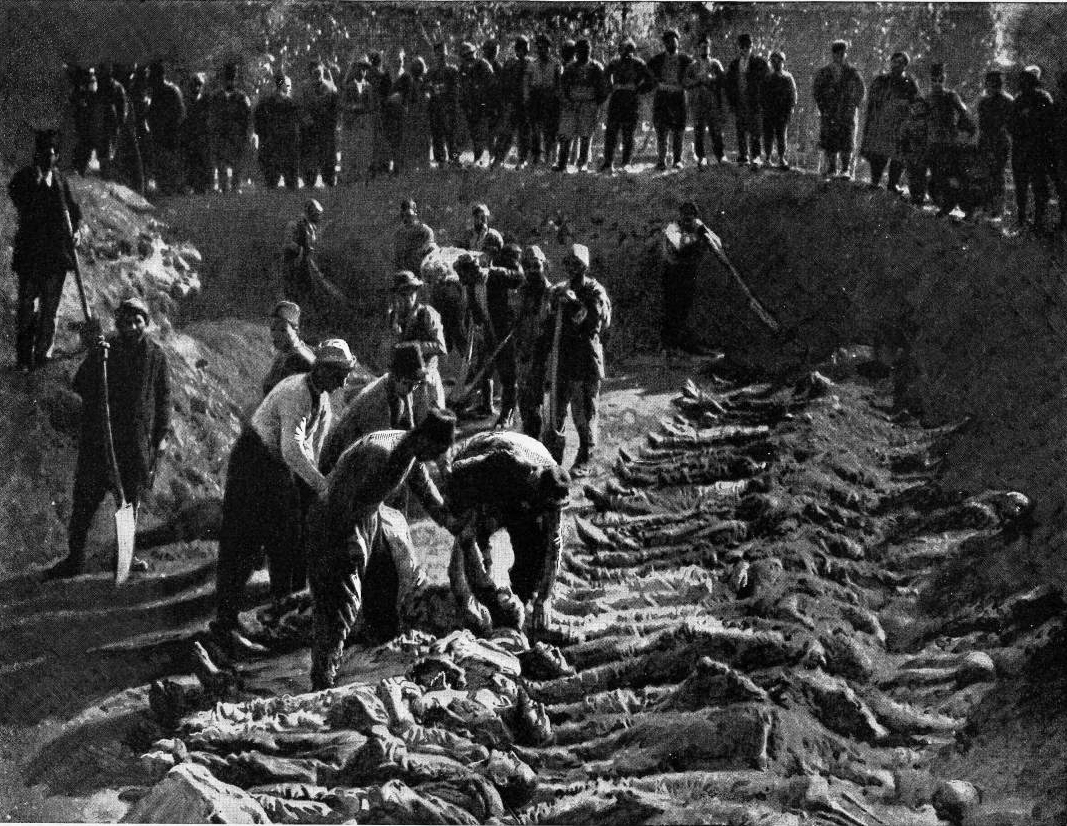
Жертвы погромов. Братская могила армян на Эрзерумском кладбище, 1895 г.

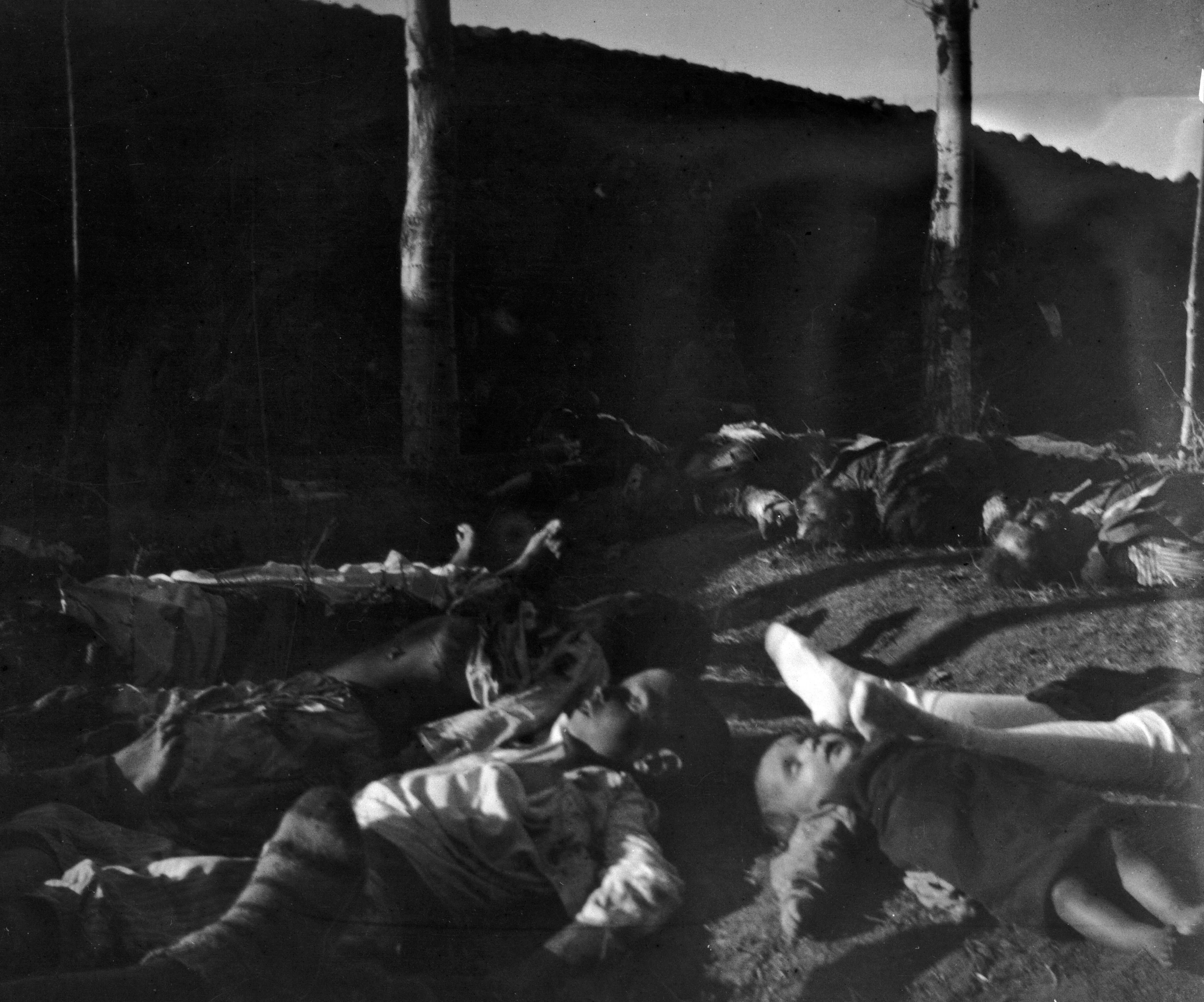
Дети-жертвы резни в ожидании захоронения на армянском кладбище в Эрзуруме, 1895 г.

Одновременно с принятием проекта реформ, 8 октября, мусульмане убили и заживо сожгли около 1000 армян в Трабзоне. Нападение на армянскую часть города началось с сигнала горна, после чего, толпа, включая одетых в форму солдат, начала убийства и грабежи. Это событие стало предвестником организованной османскими властями серии массовых убийств армян в Восточной Турции: Эрзинджане, Эрзеруме, Гюмюшхане, Байбурте, Урфе и Битлисе. Посланные султаном провокаторы собирали мусульманское население в самой крупной мечети города, а потом объявляли от имени султана, что армяне начали восстание против ислама. Мусульманам предлагалось защитить ислам от неверных и, поощряя грабежи армян, разъяснялось, что присвоение мусульманином имущества мятежников не противоречит Корану. Другой тактикой Абдул-Хамида стало насильственное обращение армян в ислам. Эта операция была поручена Шакиру-паше, занимавшему должность инспектора отдельных округов в Азиатской Турции. По мнению Лорда Кинросса, задачами Шакира-паши были планирование и исполнение массовых убийств и сокращение численности населения с перспективой полного уничтожения армянских христиан. Резня происходила в регионах, которые должны были быть осуществлены реформы согласно проекту европейских держав. На ноту послов Британии, Франции и Российской империи из Порты пришёл ответ, что в беспорядках виновны прежде всего сами армяне. В ноябре резня была продолжена в ряде других городов. Были убиты тысячи армян, ещё большее количество должно было умереть от голода зимой 1895—1896 годов. Наиболее жестокой была вторая резня в Урфе, где армяне составляли до трети населения города. Осаждённые армяне спрятались в кафедральном соборе и потребовали у османских властей официальной защиты. Командующий войсками дал им такую гарантию, после чего группа армян направилась к местному шейху. Тот приказал бросить их на землю и, прочитав над ними молитву, перерезал всем горло. На следующее утро толпа мусульман подожгла собор, в котором спрятались армяне, и сожгла заживо от 1,500 до 3 000 человек. Находившиеся там войска, стреляли в любого, кто пытался убежать. Днём чиновники-мусульмане, посланные оповестить армян, что убийств больше не будет, вырезали последние 126 армянских семьи. Общее число убитых армян в Урфе составило более 8000 человек. Армянам удалось организовать противодействие в Зейтуне, где отряд из членов партии Гнчак, нанес поражение османским войскам, захватил гарнизон и чиновников, а затем выдержал осаду регулярных османских войск. Армяне сложили оружие только после вмешательства европейских посредников; несколько представителей гнчакистов было выслано из Турции, взамен, армяне получили общую амнистию, освобождение от прошлых налогов и христианского заместителя губернатора. В июне объединённые силы партий Арменакан, Гнчак и Дашнакцутюн защитили от резни город Ван.
Танер Акчам отмечает, что имелась прямая связь между организацией массовых убийств армян и попытками проведения реформ (в том числе, при рассмотрении вопросов, связанных с возможным участием армян в административном управлении). Как только поднимался вопрос о реформах, оперативно следовала реакция турецкого руководства, часто выражаемая в массовых убийствах мирного населения.

## Захват Оттоманского банка

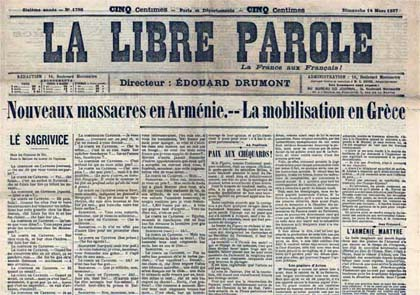
Новые резни в Армении. Обложка газеты «La Libre Parole», 1897, Париж

Несмотря на то, что дашнаки воздерживались от публичных акций, резня 1895 года вынудила их принять решение захватить здание Оттоманского банка в Стамбуле. После финансового банкротства Порты в 1882 году, банк находился под совместным управлением европейских кредиторов, и захват банка должен был привлечь внимание европейцев к армянскому вопросу. 26 августа 1896 года группа хорошо вооружённых дашнаков захватила здание Оттоманского банка, взяла европейский персонал в заложники и, угрожая взрывом банка, потребовала от турецкого правительства провести обещанные политические реформы. В переданной петиции, заговорщики осудили резню армян, потребовали от европейцев проведения реформ в шести армянских вилайетах, политических прав и освобождения политзаключённых. Также было выдвинуто требование о европейском комиссаре, который бы курировал реформы, и смешанной христианско-мусульманской жандармерии. В результате переговоров, представитель российского посольства и директор банка, Эдгар Винсент, уговорили нападающих покинуть здание банка под личную гарантию безопасности. Также им было обещано, что европейские страны рассмотрят их требования, но обещание не содержало конкретных мер. Высказывались мнения, что дашнаки таким образом провоцировали антиармянские погромы для привлечения внимания европейцев, однако, несмотря на логичность такого вывода, для него мало убедительных доказательств. Однако власти распорядились начать нападения на армян ещё до того, как группа дашнаков покинула банк. Полицейские агенты, переодетые студентами мусульманских заведений, собирали толпы людей. Были также сообщения, что властям было заранее известно о заговоре, но ему дали совершиться, чтобы оправдать дальнейшие погромы. В течение двух дней, при очевидном попустительстве властей, турки забивали до смерти армян, убив более 6000 человек. Согласно некоторым источникам, помощь туркам также оказывали стамбульские евреи. На второй день бойни, представители 6 европейских держав заявили протест Турции, а к вечеру англичане начали высадку военных моряков, что остановило убийства. Европейские державы направили в министерство иностранных дел Турции серию коллективных нот, в которых они констатировали, что резня не была спонтанным явлением, а проводилась под присмотром властей. Турецкие власти обещали произвести аресты виновных, но так и не сделали этого.
В Британии эти события вызвали кризис; 86-летний премьер-министр Великобритании Уильям Гладстон вернулся из отставки, чтобы выступить с последней речью против империи «непредсказуемого Турка», которая должна быть «стёрта с карты мира», как «позор цивилизации» и «проклятие человечества» (Ансари объясняет это исламофобией Гладстона, а Блоксхэм — его либеральными идеями). Политические мотивы помешали европейским странам провести, согласно Кипрской конвенции, интервенцию в Турцию. Франция и Германия имели экономические интересы в Турции, Британия не готова была идти на уступки России ради поддержки армян, опасаясь усиления экспансии последней в Восточной Анатолии, а Российская империя в тот период ещё не была заинтересована в создании независимой Армении. После начала греко-турецкой войны 1897 года за Крит западными державами не было сделано ничего для облегчения участи армян.
Историк Лорд Кинросс отмечает: «Непримиримое упрямство Абдул-Хамида принесло ему победу над Западом. Но холодная бесчеловечность его действий принесла ему вечный позор в глазах цивилизованного мира».

## Оценки и последствия
| Регион / Область                                       | Регион / Область                                       | Численность армян в 1912 году (по данным армянской патриархии) | Численность армян в 1912 году (по данным армянской патриархии) |
| ------------------------------------------------------ | ------------------------------------------------------ | -------------------------------------------------------------- | -------------------------------------------------------------- |
| Шесть армянских областей турецкой Армении              | Эрзерум                                                | 215 000                                                        | 1 018 000                                                      |
| Шесть армянских областей турецкой Армении              | Ван                                                    | 185 000                                                        | 1 018 000                                                      |
| Шесть армянских областей турецкой Армении              | Битлис                                                 | 180 000                                                        | 1 018 000                                                      |
| Шесть армянских областей турецкой Армении              | Харпут                                                 | 168 000                                                        | 1 018 000                                                      |
| Шесть армянских областей турецкой Армении              | Сивас                                                  | 165 000                                                        | 1 018 000                                                      |
| Шесть армянских областей турецкой Армении              | Диарбекир                                              | 105 000                                                        | 1 018 000                                                      |
| Соседние, с шестью областями турецкой Армении, области | Соседние, с шестью областями турецкой Армении, области | 145 000                                                        | 145 000                                                        |
| Киликия                                                | Киликия                                                | 407 000                                                        | 407 000                                                        |
| Западная Анатолия и европейская Турция                 | Западная Анатолия и европейская Турция                 | 530 000                                                        | 530 000                                                        |
| Всего                                                  | Всего                                                  | 2 100 000                                                      | 2 100 000                                                      |

Европейские путешественники и исследователи оценивали армянское население Османской империи середины XIX века в 2,5 миллиона человек. Армянская патриархия оценила размер паствы в 1882 году в 2 660 000 человек. Подсчёты патриархии в 1912 году показали 2 100 000 армян, уменьшение на 500 000, вероятно, связано с убийствами 1894—1896 годов и 1909 года (Киликийская резня), а также бегством армян в Россию, Европейские страны и США. В областях, соседних с шестью областями Западной Армении, армянское население составляло меньшинство. Они были отделены от армянских областей во время реформы Абдул-Хамида по пересмотру границ, что расценивалось армянскими лидерами как джерримендеринг (перекройка избирательных округов с целью обеспечения результатов выборов). Статистика армянской патриархии оценивала этнический состав населения в шести основных армянских провинциях в следующей пропорции: армян 38,9 % (всего христиан, включая несторианцев и греков — 45,2 %), турок 25,4 %, курдов 16,3 %, однако эта статистика также манипулировала цифрами. Так, в ней не учитывались курдо— и турконаселённые санджаки на юге и западе региона, а неортодоксальные мусульмане проходили в категории «другие религии». Статистика оттоманского правительства резко отличалась от патриаршеской и показывала общую численность армян в империи 1 295 000 человек (7 %), в том числе в шести основных регионах 660 000 (17 %) армян против 3 000 000 мусульман. В сентябре 1915 года губернатор Диарбекира сообщал, что он выслал из области 120 000 армян, что почти в два раза превышало количество армян согласно официальной османской статистике.
Точное число жертв резни 1894—1896 годов подсчитать невозможно. Ещё до окончания насильственных действий, находящийся в это время в Турции лютеранский миссионер Иоганнес Лепсиус, используя немецкие и другие источники, собрал следующую статистику: убитых — 88 243 человека, разорено — 546 000 человек, разграбленных городов и деревень — 2493, обращено в ислам деревень — 456, осквернено церквей и монастырей — 649, превращено в мечети церквей — 328.
Оценивая общее число убитых, Кинросс приводит цифру 50—100 тыс., Блоксхэм — 80—100 тыс., Ованнисян — около 100 тыс., Адалян и Тоттен — от 100 до 300 тыс., Шнирельман — до 200 тыс., Дадрян — 50—300 тыс., Сюни — 300 тыс., Роган — 100—300 тыс..
В течение десятилетия после погромов 1894—1896 годов, нападения малочисленных армянских революционных групп на чиновников, информаторов и представителей враждебных племенных образований происходили на территории Сасуна, Муша и Битлиса. Действия этих групп пользовались сочувствием среди армянского населения, однако не могли остановить обнищание крестьян и эмиграцию с территории исторической Армении.
В 1902 году представители Дашнакцутюн и Гнчак в числе 47 делегатов, представляющих турецкие, арабские, греческие, курдские, армянские, албанские, черкесские и еврейские организации, приняли участие в первом Конгрессе оттоманских либералов в Париже, и заключили соглашение против султана. Конгресс потребовал равные права для всех граждан империи, местного самоуправления, защиту территориальной целостности империи и восстановление конституции, приостановленной в 1878 году. Принятие предложенной армянами резолюции, согласно которой, европейским наблюдателям предоставлялись полномочия контролировать соблюдение прав меньшинств, было резко осуждено присутствовавшими турецкими националистами, полагавшими, что армяне не нуждаются в наблюдателях и особом статусе в будущей конституционной Турции. В 1904 году снова начались столкновения в Сасуне, в ответ, хамидие и османская армия предприняли карательную операцию в регионе. В это же время в Софии проходил третий конгресс Дашнакцутюн, который пришёл к выводу о личной ответственности Абдул-Хамида II за убийства армян и принял решение устранить султана. Главный исполнитель Христофор Микаелян подорвался в 1905 году на предназначенной для султана взрывчатке, однако заговор не был отменён. Во время покушения, Абдул-Хамид несколько отклонился от своего обычного пятничного маршрута, что спасло ему жизнь. Взрыв уничтожил карету султана и часть его свиты. В заговоре кроме армян участвовали представители и других этносов и конфессий.
С точки зрения Оттоманского государства, резня 1894—1896 годов в политическом смысле представляла собой анархическое проявление примитивного национализма (включая террор и экспроприацию), а в религиозном смысле — неоконсервативную реакцию против «низшей», но быстро развивающейся религиозной группы. Также это служило предупреждением армянским националистам против требования реформ. Участие султана Абдул-Хамида в стамбульской и ванской резнях 1896 года не вызывает сомнений, степень его участия в других эпизодах неясна. Во втором, наиболее кровавом, эпизоде центральная координация была бы затруднена слабой инфраструктурой империи, поэтому основную роль в резне играли простые мусульмане и мухаджиры, в том числе курды и представители мусульманских студенческих образований. Возможно, султану докладывалась односторонняя информация, а сообщения европейских представителей подавались как антитурецкая пропаганда. Тем не менее, это не снимает с него ответственности за насаждение антихристианского исламского шовинизма, в атмосфере которого совершались убийства. Также надо учитывать, что поощрения Абдул-Хамидом должностных лиц, причастных к убийствам, означает, что, с его точки зрения, они действовали в интересах османского государства и в рамках проводимой им политики. Роль османских чиновников, армии и полиции различалась в разных эпизодах резни, однако в своей массе они считали, что это было всего лишь ответом на действия самих армян, при этом, под действиями подразумевались в том числе как само существование армянских партий, так и полученные под пытками «признательные» показания армян. Распространённые в то время слухи о том, что за армянами стояла Британия, не соответствовали действительности. Действия армянских политических партий и проект реформ 1895 года иногда служили катализаторами для резни, однако не могли оправдать убийства армян.
Кроме государственного подстрекательства, резня 1895—1896 годов была отмечена активным участием в ней и в грабежах турецкого населения Османской империи, что обуславливалось глубоким социальным и психологическим расслоением османского общества. Коммерческие таланты армян, как стереотип, приписывались хитрости и порочности армянского характера, что повышало у мусульман чувство собственного достоинства и позволяло им не задумываться о собственной отсталости. Прямым следствием этой зависти было широко распространённое после резни армянского населения мародёрство, как стимул и награда за погромы.
Уильям Лангер в работе «Дипломатия империализма» (англ. «The Diplomacy of Imperialism») предположил, что революционные лидеры армян рассчитывали, что вызванные их действиями страдания армян привлекут внимание к армянскому вопросу. Эта точка зрения была оспорена Дональдом Блоксхэмом и Рональдом Сюни, считавшими, что для такого утверждения нет никаких доказательств. Этот «тезис провокации» был повторен в работе Стенфорда Шоу 1977 года, где утверждалось, что резня была реакцией на армянскую провокацию и что гнчакисты намеревались создать социалистическую армянскую республику в шести анатолийских областях, в которых все мусульмане будут депортированы или убиты. Роберт Мелсон, анализируя это утверждение Шоу, отмечает, что подобное мнение не находит подтверждения у других историков, а сам Шоу делает подобное заключение без ссылок на какие-либо цитаты и не давая пояснений. «Тезис провокации» является одним из методов, используемых отрицателями геноцида армян.
Пятно массового убийства армян было неприятно для Турецкой республики, ставшей преемником Османской империи. Кемалистская идеология также чувствительно относилась к традиционному представлению турок как варваров. Отказ признавать убийства армян превратился в Турции в миф о происхождении современного турецкого государства и стал фактором турецкой идентичности. Турецкая элита, наживавшаяся на реквизициях армянского имущества, достигших максимума во время геноцида армян, имела личные мотивы для отказа признавать происхождение украденных земель и имущества. Кроме того, после Второй мировой войны, Турция не хотела, чтобы её история сравнивалась с нацистской Германией. Отказ признавать убийства армян остаётся для Турции заключительным этапом решения армянского вопроса.